# Max Jakobson
Max Jakobson, född 30 september 1923 i Viborg, död 9 mars 2013 i Helsingfors, var en finländsk journalist, diplomat, politiker och författare. 

## Biografi
Jakobson började arbeta som journalist vid BBC:s finskspråkiga redaktion efter krigsslutet 1945. Han hade själv deltagit i försvaret av Finland på Karelska näset. Därefter gick han över i tidningen Uusi Suomis tjänst och arbetade som dess korrespondent i London 1948–1953. Han flyttade sedan över till det finska utrikesministeriet där han verkade åren 1953–1974. Under sin tid vid UM hann Jakobson bland annat tjänstgöra som den politiska avdelningens chef 1962–1965 och Finlands ambassadör i Stockholm 1972–1974. Efter sin diplomatiska karriär trädde Jakobson in i näringslivets tjänst där han verkade fram till 1984. 
Jakobson tillhörde länge president Urho Kekkonens inre krets. Tack vare sina felfria kunskaper i engelska fungerade Jakobson som presidentens personliga tolk och rådgivare under många statsbesök. 
Trots en lång karriär i maktens korridorer förblev Max Jakobson politiskt obunden, vilket ledde till misstänksamhet och förargelse bland andra politiker. Jakobson tvingades också kämpa mot fördomar på grund av sin judiska härkomst. 
Mot slutet av sitt liv gjorde Jakobson även sig känd som författare av historiska verk.

## Böcker på svenska
- Vinterkrigets diplomati 1939-1940 (The diplomacy of the winter war: an account of the Russo-Finnish War, 1939-1940) (översättning Thomas Warburton, Norstedt, 1967)
- Egna vägar: studier i Finlands utrikespolitik efter andra världskriget (Finnish neutrality: a study of Finnish foreign policy since the Second World War) (översättning Claës Gripenberg, Norstedt, 1968)
- Den finländska paradoxen: linjer i Finlands utrikespolitik 1953-1965 (Veteen piirretty viiva) (översättning Henrik von Bonsdorff, Norstedt, 1982)
- Trettioåttonde våningen: hågkomster och anteckningar 1965-1971 (38. kerros) (översättning Henrik von Bonsdorff, Norstedt, 1983)
- Finlands väg 1899-1999: från kampen mot tsarväldet till EU-medlemskap (Finland in the new Europe) (översättning Ulf-Erik Slotte, Atlantis, 1999)
- Våldets århundrade (Väkivallan vuodet. 1) (översättning Ulf-Erik Slotte, Atlantis, 2001)
- År av fruktan och hopp (Pelon ja toivon aika) (översättning Ulf-Erik Slotte, Söderström, 2002)
- Bokslut (Tilinpäätös) (översättning Geo Stenius, Atlantis, 2004)